# Fraterbrønden
Fraterbrønden (af latin frater, bror) er en brønd beliggende i Fratergården mellem Sorø Akademis hovedbygning og Sorø Klosterkirke. Brøndhuset er udført af den danske arkitekt Martin Nyrop i 1912.
55°25′47″N 11°33′24″Ø / 55.42984°N 11.55653°Ø